# 콩제비꽃
콩제비꽃은 제비꽃과에 속하는 여러해살이풀이다.

## 생태
높이는 20cm 안팎이다. 짧은 뿌리줄기로부터 몇 개의 가는 줄기가 거의 곧게 뻗어나와 있다. 잎은 마치 콩팥과 비슷한 달걀 모양으로 긴 잎자루를 가지고 있다. 꽃은 흰색으로, 봄에서 초여름에 걸쳐 차례차례 핀다. 열매는 달걀 모양의 삭과로 익으면 3부분으로 갈라진다. 주로 들에서 자라며 한국 각지에 분포하고 있다.
어린순은 나물로 먹는다.